# 喬治敦 (伊利諾伊州卡羅爾縣)
喬治敦（英語：Georgetown）是位於美國伊利諾伊州卡洛爾縣的一個非建制地區。該地的面積和人口皆未知。

## 地理
喬治敦的座標為42°08′23″N 89°49′43″W / 42.13972°N 89.82861°W，而該地的平均海拔高度為277米（即909英尺）。